# Milan Albrecht
Pour les articles homonymes, voir Albrecht.
Milan Albrecht, né le 16 juillet 1950 à l'époque en Tchécoslovaquie et aujourd'hui en Slovaquie, est un joueur de football slovaque (international tchécoslovaque) qui évoluait au poste d'attaquant, avant de devenir ensuite entraîneur.

## Biographie

### Carrière de joueur

#### Carrière en club
Avec le Baník Ostrava, il remporte un championnat de Tchécoslovaquie.
Avec cette même équipe, il joue quatre matchs en Coupe d'Europe des clubs champions lors de la saison 1980-1981.

#### Carrière en sélection
Avec l'équipe de Tchécoslovaquie, il joue cinq matchs et inscrit deux buts en 1970. 
Il joue son premier match en équipe nationale le 12 avril 1970 contre l'Autriche, en amical. À cette occasion, il inscrit son premier but en sélection. Il inscrit un deuxième but le 7 octobre 1970 contre la Finlande, lors des éliminatoires du championnat d'Europe 1972.
Il figure dans le groupe des sélectionnés lors de la Coupe du monde de 1970. Lors du mondial organisé au Mexique, il ne joue aucun match.

## Palmarès
| Jednota Trenčín - Coupe de Tchécoslovaquie : - Finaliste : 1977-78. - Coupe de Slovaquie (1) : - Vainqueur : 1977-78. |  | Baník Ostrava - Championnat de Tchécoslovaquie (1) : - Champion : 1980-81. |